# Championnat des Émirats arabes unis de football 2003-2004
Navigation
Saison suivante Saison suivante
La saison 2003-2004 du Championnat des Émirats arabes unis de football est la trentième édition du championnat national de première division aux Émirats arabes unis. Les douze meilleures équipes du pays sont réparties en deux poules où elles s'affrontent deux fois au cours de la saison, à domicile et à l'extérieur. À la fin de cette phase, les deux premiers de chaque poule disputent la poule pour le titre, les autres équipes jouent des matchs de classement. Pour permettre le passage du championnat à 14 équipes, il n'y a pas de relégation et les deux meilleurs clubs de deuxième division sont promus.
C'est l'Al Ain Club, double tenant du titre, qui remporte à nouveau la compétition, après avoir terminé en tête de la poule finale, avec deux points d'avance sur Al Ahly Dubaï et huit sur Al Shabab Dubaï. C'est le 9e titre de champion des Émirats arabes unis de l'histoire du club, qui est le premier à remporter le titre trois saisons consécutives.

## Les clubs participants
| - Emirates Club - Al-Wahda Club - Al Sha'ab Sharjah - Al Ain Club - Al Ahly Dubaï - Emirates Club - Promu de D2 | - Al Jazira Club - Kalba Union - Al Nasr Dubaï - Al Shabab Dubaï - Al Wasl Dubaï - Al-Khaleej Club - Promu de D2 |

## Compétition
Le classement est établi sur le barème de points classique (victoire à 3 points, match nul à 1, défaite à 0).

### Première phase

#### Groupe A
| Rang | Équipe              | Pts | J  | G | N | P | Bp | Bc | Diff |
| ---- | ------------------- | --- | -- | - | - | - | -- | -- | ---- |
| 1    | Al Ain Club (T)     | 21  | 10 | 6 | 3 | 1 | 17 | 7  | +10  |
| 2    | Al Shabab Dubaï     | 19  | 10 | 6 | 1 | 3 | 14 | 9  | +5   |
| 3    | Al Jazira Club      | 18  | 10 | 5 | 3 | 2 | 16 | 10 | +6   |
| 4    | Al Nasr Dubaï       | 12  | 10 | 4 | 0 | 6 | 13 | 17 | -4   |
| 5    | Al-Khaleej Club (P) | 8   | 10 | 2 | 2 | 6 | 10 | 20 | -10  |
| 6    | Sharjah SC          | 6   | 10 | 1 | 3 | 6 | 10 | 17 | -7   |

|  | Qualification pour la poule pour le titre |
|  | (T) : Tenant du titre (P) : Promu de D2   |

#### Groupe B
| Rang | Équipe            | Pts | J  | G | N | P | Bp | Bc | Diff |
| ---- | ----------------- | --- | -- | - | - | - | -- | -- | ---- |
| 1    | Al Ahly Dubaï     | 21  | 10 | 7 | 0 | 3 | 25 | 14 | +11  |
| 2    | Al Wasl Dubaï     | 20  | 10 | 6 | 2 | 2 | 18 | 8  | +10  |
| 3    | Al-Wahda Club     | 20  | 10 | 6 | 2 | 2 | 19 | 12 | +7   |
| 4    | Al Sha'ab Sharjah | 13  | 10 | 4 | 1 | 5 | 14 | 13 | +1   |
| 5    | Kalba Union       | 10  | 10 | 3 | 1 | 6 | 13 | 20 | -7   |
| 6    | Emirates Club (P) | 3   | 10 | 1 | 0 | 9 | 10 | 32 | -22  |

|  | Qualification pour la poule pour le titre |
|  | (P) : Promu de D2                         |

### Seconde phase

#### Poule pour le titre
| Rang | Équipe            | Pts | J | G | N | P | Bp | Bc | Diff |
| ---- | ----------------- | --- | - | - | - | - | -- | -- | ---- |
| 1    | Al Ain Club (T)   | 15  | 6 | 5 | 0 | 1 | 17 | 10 | +7   |
| 2    | Al Ahly Dubaï (C) | 13  | 6 | 4 | 1 | 1 | 17 | 12 | +5   |
| 3    | Al Shabab Dubaï   | 7   | 6 | 2 | 1 | 3 | 11 | 10 | +1   |
| 4    | Al Wasl Dubaï     | 0   | 6 | 0 | 0 | 6 | 4  | 17 | -13  |

|  | Qualification pour la Ligue des champions 2005                            |
|  | (T) : Tenant du titre (C) : Vainqueur de la Coupe des Émirats arabes unis |

#### Matchs de classement
Pour la 5e place :
| Équipe 1       | Résultat | Équipe 2      | Aller | Retour |
| -------------- | -------- | ------------- | ----- | ------ |
| Al Jazira Club | 3 - 2    | Al-Wahda Club | 0 - 1 | 3 - 1  |

Pour la 7e place :
| Équipe 1          | Résultat | Équipe 2      | Aller | Retour |
| ----------------- | -------- | ------------- | ----- | ------ |
| Al Sha'ab Sharjah | 4 - 2    | Al Nasr Dubaï | 2 - 2 | 2 - 0  |

Pour la 9e place :
| Équipe 1    | Résultat | Équipe 2        | Aller | Retour |
| ----------- | -------- | --------------- | ----- | ------ |
| Kalba Union | 5 - 4    | Al-Khaleej Club | 3 - 2 | 2 - 2  |

Pour la 11e place :
| Équipe 1   | Résultat | Équipe 2      | Aller | Retour |
| ---------- | -------- | ------------- | ----- | ------ |
| Sharjah SC | 9 - 4    | Emirates Club | 7 - 2 | 2 - 2  |

## Bilan de la saison
| Championnat des Émirats arabes unis de football 2003-2004                        |                                  |
| Champion                                                                         | Al Ain Club (9e titre)           |
| Coupes et trophées                                                               |                                  |
| Vainqueur de la Coupe des Émirats arabes unis 2003-2004                          | Al Ahly Dubaï                    |
| Qualifications continentales                                                     |                                  |
| Ligue des champions 2005                                                         | Al Ain Club                      |
| Ligue des champions 2005                                                         | Al Ahly Dubaï                    |
| Promotions et relégations                                                        |                                  |
| Promus en UAE Football League                                                    | Al Dhafra                        |
| Promus en UAE Football League                                                    | Dubaï Club                       |
| Relégués en Championnat des Émirats arabes unis de football de deuxième division | Aucun (passage de 12 à 14 clubs) |